# 화정 (드라마)
《화정》(華政)은 2015년 4월 13일부터 2015년 9월 29일까지 MBC에서 방영된 월화드라마이다. 고귀한 신분인 공주로 태어났으나 권력 투쟁 속에서 죽은 사람으로 위장한 채 살아간 정명공주의 삶을 다룬 드라마이다.

## 등장 인물

### 주요 인물
- 이연희: 정명공주 역(아역 허정은, 정찬비)
- 차승원: 광해군 역(아역 이태환)
- 김재원: 인조 역
- 서강준: 홍주원 역(아역 최권수, 윤찬영)
- 한주완: 강인우 역(아역 이태우, 안도규)
- 조성하: 강주선 역

### 왕실
- 박영규: 선조 역
- 신은정: 인목대비 역
- 김효서: 중전(폐비 류씨) 역
- 최종환: 임해군 역
- 장승조: 정원군 역(추존왕 원종, 인조의 생부)
- 김규선: 정혜옹주 역
- 전진서: 영창대군 역
- 이승아: 인렬왕후 역
- 김채빈: 장렬왕후 역
- 백성현: 소현세자 역(아역 신기준)
- 김희정: 강빈 역
- 이태리: 봉림대군 역(아역 송준희)
- 김민서: 소용 조씨 역
- 최우진: 숭선군 역

### 대북파 (광해군 일파)
- 정웅인: 관송(觀松) 이이첨 역
- 김여진: 상궁 김개시 역(아역 신린아, 조정은)
- 한명구: 내암(來庵) 정인홍 역
- 유승목: 화남(華南) 유희분 역
- 정규수: 이충 역
- 이재구: 대전내관 역

### 서인파 (인조 일파)
- 조민기: 낙서(洛西) 김자점 역
- 박준규: 북저(北渚) 김류 역
- 장광: 묵재(默齋) 이귀 역
- 김형범: 김경징 역(김류의 아들)
- 이승효: 조암(釣巖) 이시백 역
- 김서경: 서봉(西峯) 이시방 역
- 서강: 김식 역(김자점의 아들)
- 정욱: 대전내관 역

### 정명공주 일파
- 임호: 지천(遲川) 최명길 역(서인)
- 이재용: 청음(淸陰) 김상헌 역(서인)
- 김창완: 오리(梧里) 이원익 역
- 김승욱: 백사(白沙) 이항복 역
- 엄효섭: 홍영 역(홍주원의 아버지)
- 김영임: 정상궁 역
- 공명: 자경 역(아역 강찬희)

### 그 외 신하
- 안내상: 교산(蛟山) 허균 역
- 이성민: 한음(漢陰) 이덕형 역(아역 남다름)
- 박지일: 김제남 역(인목왕후의 부친)
- 정해균: 강홍립 역
- 공재원: 심기원 역

### 화약(화기도감) 관련자
- 박원상: 장봉수 역
- 김광규: 이영부 역
- 조재룡: 방근 역
- 강대현: 수덕 역
- 황영희: 옥주 역
- 현승민: 은설 역

### 그 외 인물들
- 강문영: 윤씨부인 역(강주선의 부인)
- 김소이: 최 상궁 역
- 백수련: 수련개 역
- 장혁진: 마루노 역
- 리민: 백성 역
- 정종열
- 임현성
- 요시무라 켄이치
- 곽민호: 도하 역
- 민준현
- 맹봉학: 단역(3회등장),집사(15회) 역
- 백윤흠: 백성 역
- 오타니 료헤이: 이타치 역
- 서지연: 기방행수 역
- 한여울
- 최범호
- 위양호: 집주름(집 매매 및 흥정업자) 역
- 윤성원
- 강철성
- 유하복: 이괄 역
- 김익태
- 인성호
- 한창현
- 최윤준
- 엄태옥
- 김현: 감찰상궁 역
- 송경의
- 김정학: 장만 역
- 조시내
- 이병욱: 이형익 역
- 김난영: 소용 조씨 지밀상궁 역
- 누엘: 한성부 역
- 배명진
- 서호철
- 김인우
- 하수호
- 나재균
- 윤종원
- 이규섭
- 정강희
- 이현웅
- 김소혜
- 김해나
- 박민수: 홍만용 역
- 김호영: 이지함 역
- 서은율: 홍만형 역
- 전무송: 격암(格庵) 남사고 역 - 조선 중기의 학자이자, 조선 최고의 예언가.
- 나광훈

### 명나라 인물
- 조승연: 주상호 역 - 명나라 황자
- 차광수: 이여백 역 - 명나라 총병관
- 권태원: 엄일괴 역 - 명나라 요동도사

### 후금(청나라) 인물
- 정성운: 홍타이지 역 - 청나라 2대 황제
- 전헌태: 망골타이 역 - 청나라 팔기군 정람기의 기주
- 김정민: 도르곤 역 - 청나라 예친왕
- 김준배: 용골대 역 - 청나라 장수
- 서호철: 마부대 역 - 청나라 장수
- 김영석: 정명수 역 - 조선출신 청나라 역관
- 이창: 포정사 역
- 김윤태: 도어사 역
- 이원진: 후금 병사 역

## 시청률
최저 시청률과 최고 시청률은 시청률 조사회사와 지역별로 시청률에 차이가 있을 수 있습니다.
| 2015년      | 2015년      | 2015년         | 2015년       | 2015년         | 2015년       |
| 회차        | 방송일      | TNmS 시청률    | TNmS 시청률  | AGB 시청률     | AGB 시청률   |
| 회차        | 방송일      | 대한민국(전국) | 서울(수도권) | 대한민국(전국) | 서울(수도권) |
| ----------- | ----------- | -------------- | ------------ | -------------- | ------------ |
| 제1회       | 4월 13일    | 10.0%          | 12.3%        | 10.5%          | 12.0%        |
| 제2회       | 4월 14일    | 10.5%          | 12.4%        | 11.8%          | 12.8%        |
| 제3회       | 4월 20일    | 9.0%           | 10.6%        | 10.9%          | 12.6%        |
| 제4회       | 4월 21일    | 10.4%          | 12.6%        | 10.8%          | 12.1%        |
| 제5회       | 4월 27일    | 9.7%           | 12.1%        | 9.9%           | 11.2%        |
| 제6회       | 4월 28일    | 10.0%          | 12.0%        | 10.9%          | 11.6%        |
| 제7회       | 5월 4일     | 9.2%           | 10.9%        | 9.4%           | 10.2%        |
| 제8회       | 5월 5일     | 9.9%           | 12.0%        | 10.3%          | 11.7%        |
| 제9회       | 5월 11일    | 8.3%           | 9.8%         | 9.5%           | 10.8%        |
| 제10회      | 5월 12일    | 9.3%           | 10.6%        | 10.1%          | 11.4%        |
| 제11회      | 5월 18일    | 8.2%           | 9.9%         | 10.6%          | 12.4%        |
| 제12회      | 5월 19일    | 9.2%           | 11.2%        | 11.4%          | 13.0%        |
| 제13회      | 5월 25일    | 8.3%           | 10.2%        | 10.4%          | 11.5%        |
| 제14회      | 5월 26일    | 8.9%           | 10.2%        | 11.0%          | 12.2%        |
| 제15회      | 6월 1일     | 8.4%           | 9.9%         | 10.6%          | 12.5%        |
| 제16회      | 6월 2일     | 9.1%           | 11.2%        | 10.2%          | 11.6%        |
| 제17회      | 6월 8일     | 8.8%           | 11.1%        | 10.2%          | 11.9%        |
| 제18회      | 6월 9일     | 11.0%          | 13.4%        | 11.0%          | 12.7%        |
| 제19회      | 6월 15일    | 10.3%          | 12.1%        | 10.7%          | 12.4%        |
| 제20회      | 6월 16일    | 9.3%           | 11.1%        | 11.0%          | 12.5%        |
| 제21회      | 6월 22일    | 10.1%          | 11.8%        | 11.6%          | 13.3%        |
| 제22회      | 6월 23일    | 9.9%           | 12.1%        | 10.7%          | 12.2%        |
| 제23회      | 6월 29일    | 9.2%           | 10.8%        | 10.0%          | 10.8%        |
| 제24회      | 6월 30일    | 9.7%           | 12.0%        | 9.8%           | 10.8%        |
| 제25회      | 7월 6일     | 8.0%           | 9.8%         | 8.9%           | 9.8%         |
| 제26회      | 7월 7일     | 8.4%           | 10.3%        | 8.8%           | 9.8%         |
| 제27회      | 7월 13일    | 8.3%           | 10.6%        | 9.1%           | 10.2%        |
| 제28회      | 7월 14일    | 7.6%           | 9.2%         | 9.8%           | 10.8%        |
| 제29회      | 7월 20일    | 7.8%           | 9.8%         | 9.9%           | 10.9%        |
| 제30회      | 7월 21일    | 9.4%           | 10.9%        | 11.4%          | 12.3%        |
| 제31회      | 7월 27일    | 7.5%           | 9.2%         | 10.3%          | 11.5%        |
| 제32회      | 7월 28일    | 9.2%           | 10.4%        | 10.3%          | 11.5%        |
| 제33회      | 8월 3일     | 7.9%           | 9.3%         | 9.1%           | 10.7%        |
| 제34회      | 8월 4일     | 9.2%           | 9.9%         | 9.8%           | 11.0%        |
| 제35회      | 8월 10일    | 8.0%           | 9.5%         | 9.0%           | 10.5%        |
| 제36회      | 8월 11일    | 8.6%           | 9.6%         | 10.7%          | 12.4%        |
| 제37회      | 8월 17일    | 8.1%           | 9.6%         | 9.6%           | 10.4%        |
| 제38회      | 8월 18일    | 8.8%           | 10.7%        | 9.7%           | 10.6%        |
| 제39회      | 8월 24일    | 7.9%           | 8.7%         | 8.8%           | 10.5%        |
| 제40회      | 8월 25일    | 8.2%           | 8.7%         | 9.0%           | 9.9%         |
| 제41회      | 8월 31일    | 7.3%           | 7.3%         | 8.5%           | 9.5%         |
| 제42회      | 9월 1일     | 8.5%           | 10.1%        | 8.9%           | 9.6%         |
| 제43회      | 9월 7일     | 7.3%           | 7.6%         | 8.1%           | 9.3%         |
| 제44회      | 9월 8일     | 7.3%           | 7.8%         | 8.3%           | 9.1%         |
| 제45회      | 9월 14일    | 7.1%           | 8.5%         | 8.1%           | 8.7%         |
| 제46회      | 9월 15일    | 8.7%           | 10.3%        | 10.8%          | 12.2%        |
| 제47회      | 9월 21일    | 7.4%           | 7.7%         | 9.7%           | 10.9%        |
| 제48회      | 9월 22일    | 8.3%           | 9.3%         | 10.5%          | 12.1%        |
| 제49회      | 9월 28일    | 5.6%           | 6.1%         | 5.7%           | 6.2%         |
| 제50회      | 9월 29일    | 6.2%           | 7.2%         | 7.8%           | 8.8%         |
| 평균 시청률 | 평균 시청률 | 8.7%           | 10.2%        | 9.9%           | 11.1%        |

## 수상
- 2015년 MBC 연기대상 10대 스타상 차승원
- 2015년 제23회 대한민국문화연예대상 드라마 부문 남자 최우수 연기상 김재원

## 참고 사항
- 원래 정인홍 역을 남명렬이 맡을려고 했는데 개인사정으로 인해 한명구로 교체되었다.
- 극중 귀인 조씨 역을 맡았던 김민서는 장미빛 연인들이 종영하는 동시에 바로 출연하였다.

## 동시간대 드라마
- KBS 월화드라마

《블러드》 (2015년 2월 16일 ~ 2015년 4월 21일)
《후아유 - 학교 2015》 (2015년 4월 27일 ~ 2015년 6월 16일)
《너를 기억해》 (2015년 6월 22일 ~ 2015년 8월 11일)
《별난 며느리》 (2015년 8월 17일 ~ 2015년 9월 22일)
- SBS 월화드라마

《풍문으로 들었소》 (2015년 2월 23일 ~ 2015년 6월 2일)
《상류사회》 (2015년 6월 8일 ~ 2015년 7월 28일)
《미세스 캅》 (2015년 8월 3일~ 2015년 9월 29일)